# Trementina
L'aiguarràs, també anomenat essència de trementina o de terebentina, és un líquid volàtil i incolor o lleugerament groc, produït mitjançant la destil·lació de la resina, també anomenada galipot, dels pins. És compost principalment per una barreja d'hidrocarburs terpènics, majorment alfa i beta pinens, encara que la composició varia depenent de la classe de pi de la qual provingui la resina. Cal diferenciar l'aiguarràs d'origen vegetal, del que es coneix pel nom d'aiguarràs mineral, white spirit o aiguarràs símil, que és un derivat del petroli que es fa servir com a succedani de l'aiguarràs, en la preparació de pintures, vernissos i afins.

## Producció
Una de les primeres fonts de la trementina va ser el terebint (Pistacia terebinthus), un arbre mediterrani emparentat amb el pistatxo. En l'actualitat els principals pins productors d'essència de trementina són: pinastre (Pinus pinaster), Pi blanc (Pinus halepensis), Pinus massoniana, Pinus merkusii, Pinus palustris, pi taeda (Pinus taeda) i pi ponderosa (Pinus ponderosa). La destil·lació de trementina obtinguda a partir de pins californians com el pi ponderosa (Pinus ponderosa) i Pinus sabiniana) dona un tipus d'aiguarràs que és gairebé heptà pur.
Quan es produeix pasta de paper amb el procés Kraft emprant com a matèria primera la fusta dels pins, s'obté aiguarràs com a subproducte. Sovint es crema a la mateixa fàbrica per a l'obtenció d'energia.

## Propietats

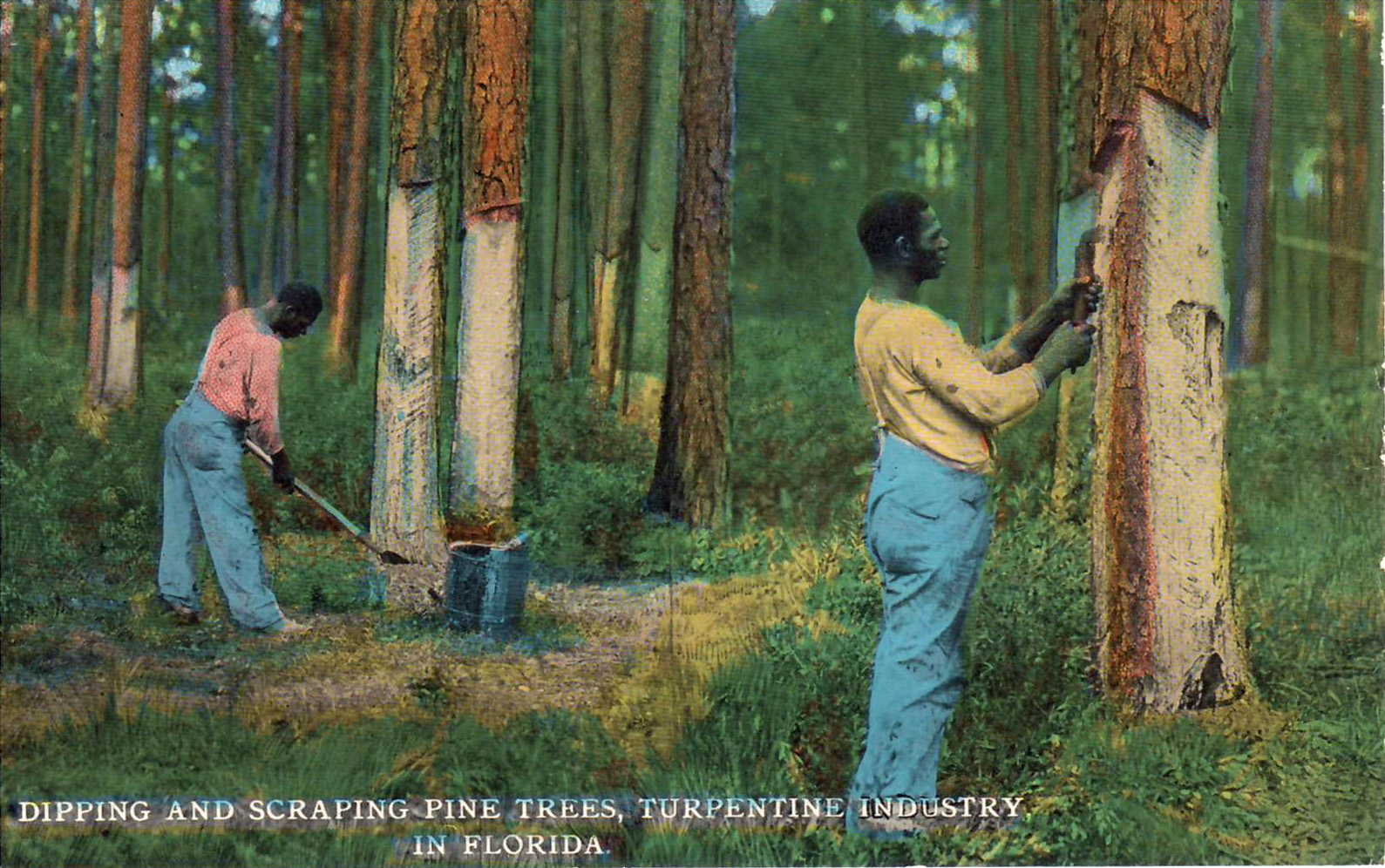
1912 Targeta postal que representa uns recol·lectors de trementina

L'aiguarràs és un líquid incolor o amb lleuger color groguenc i olor característica com a pi.
- Núm. CE: 232-350-7
- Perills per a la salut: .
- Perills per al medi ambient:
- ADR: UN 1299 TREMENTINA, 3, III

## Usos
El principal ús de l'aiguarràs ha estat sempre com a dissolvent de pintures o com a matèria primera per a la fabricació de pintures i vernissos. En l'actualitat està substituït per mescles d'hidrocarburs més barates, tals com el white spirit.
Transformat, l'aiguarràs també s'utilitza per formular repel·lents per a polls, gels per a fregues o emplastres. Altres usos inclouen l'elaboració de fragàncies. Els usos dels pinens que poden obtenir-se amb posteriors destil·lacions són també múltiples. El bàlsam del Canadà, també anomenat trementina del Canadà o bàlsam d'avet, és una trementina que es fabrica a partir de la resina de l'Abies balsamea. La trementina veneciana o de Venècia es produeix a partir del làrix occidental (Larix occidentalis).
La trementina s'utilitza també com a matèria primera en la síntesi de compostos químics aromàtics. La càmfora utilitzada comercialment, linalol, alfa-terpineol i geraniol són generalment produïts a partir d'alfa-pinens i beta-pinens, que són dos dels principals components químics de la trementina. Aquests pinens se separen i es purifiquen per destil·lació. La barreja de triterpens i diterpens que queda com a residu després de la destil·lació de la trementina es ven com a pega grega (colofònia).
L'essència de trementina s'agrega també a molts productes de neteja i sanitaris, a causa de les seves propietats antisèptiques i la seva aroma de "net".
A principis de segle xix, a Amèrica, la trementina de vegades es cremava en làmpades com a alternativa econòmica a l'oli de balena. S'utilitza més habitualment per a la il·luminació a l'aire lliure, a causa de la seva forta olor.
La trementina ha estat durant molt de temps utilitzada com a dissolvent, barrejada amb cera d'abelles o amb cera de carnauba per fer cera per a mobles per a utilitzar-la com a capa protectora en els acabats de fusta greixada (per exemple, oli de llimona).
La trementina i destil·lats del petroli com el querosè s'han emprat en medicina des de temps antics, en remeis casolans per via tòpica i de vegades interna. Tòpicament s'ha utilitzat per a abrasions i ferides, contusions, com a tractament contra els polls, barrejada amb greix animal s'ha utilitzat per a fregues al pit, o per a inhalacions nasals i de gola. Moltes fregues modernes per al pit com el Vicks VapoRub®, encara contenen trementina en les seves formulacions. També contenen essència de trementina el Reflex™.
Encara que l'administració interna d'aquest producte tòxic ja no és comuna avui en dia, antigament s'administrava emmascarant el seu gust amb terrossos de sucre, melassa o mel. Es podia utilitzar com a tractament per als paràsits intestinals, a causa de les seves suposades propietats antisèptiques i diürètiques, i també com a panacea.

## Maneig com a residu
L'aiguarràs ha de ser considerat un residu perillós i des del punt de vista ambiental s'ha de tendir a buscar la reducció del seu ús, la reutilització i la seva correcta canalització. No és adequat abocar-lo al sistema de clavegueram o al sòl. L'aiguarràs que s'ha fet servir per netejar una brotxa de pintura es pot reutilitzar deixant-lo en repòs fins que les partícules de pintura es decanten i després es pot procedir a colar-lo.

## Trementinaires

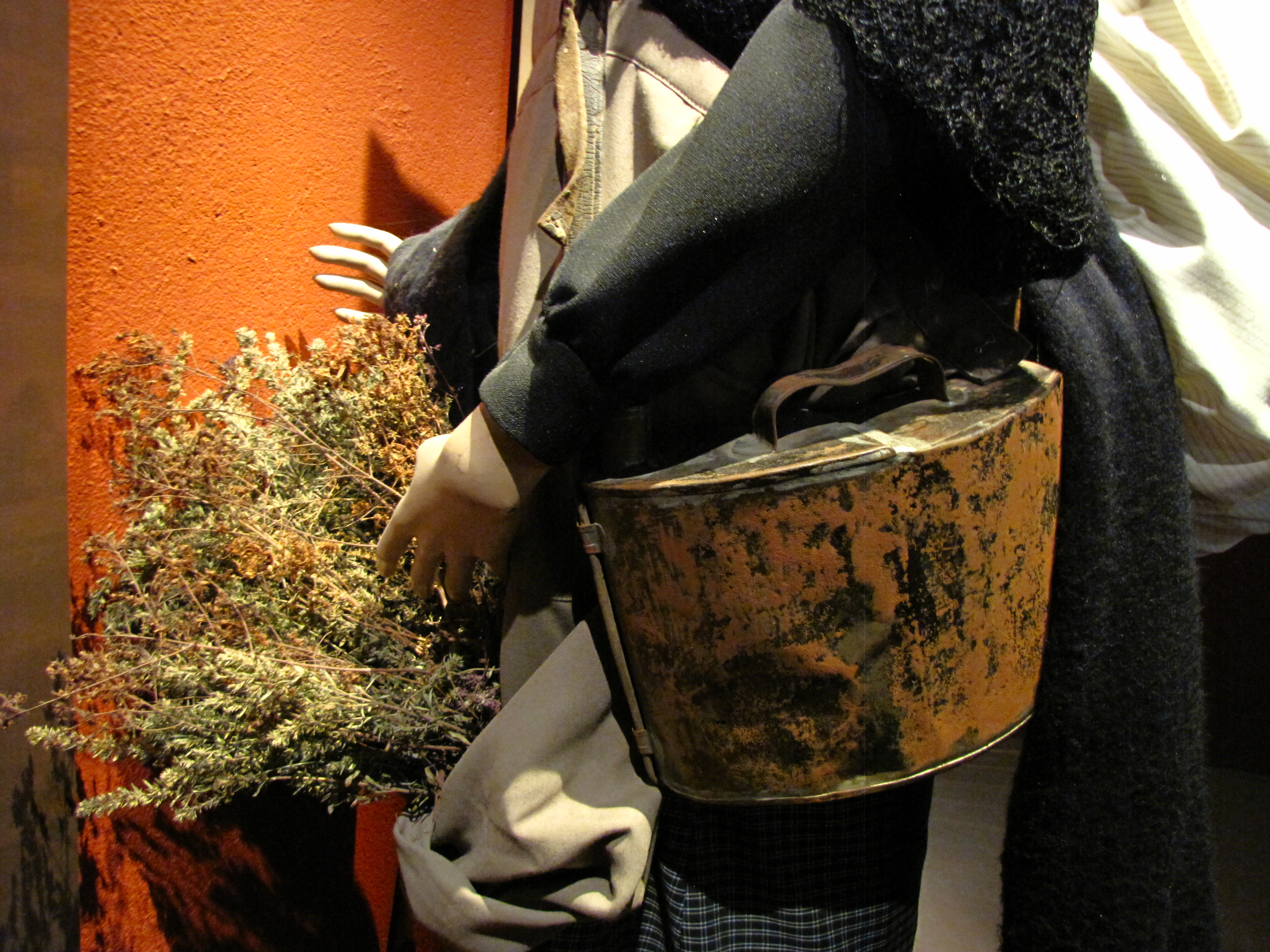
Llauna amb la qual les trementinaires transportaven la trementina i altres olis essencials. Museu de les Trementinaires, Tuixent.

Fins al segle xix, a diverses poblacions dels Pirineus catalans es produïa trementina i es comercialitzava a les viles i a les ciutats grans. L'exemple més conegut és el de la vall de la Vansa i Tuixent, a l'Alt Urgell.
L'ofici de trementinaire va ser una activitat que es va desenvolupar durant els segles XIX i XX. Exercida majoritàriament per dones, tenia com a objectiu complementar l'economia domèstica de la família i aportar-hi liquiditat de diner efectiu, en un context on els intercanvis monetaris eren escassos. El comerç va permetre a les trementinaires disposar de moneda per a pagar deutes, redimir préstecs, pagar per a reduir el servei militar o recollir els dots dels cabalers (germans o germanes de l'hereu o la pubilla). Les trementinaires solien pertànyer a les famílies més pobres de la vall.
- Les trementinaires es dedicaven a allò que en deien "anar pel món". Es desplaçaven per Catalunya seguint sempre uns mateixos itineraris prefixats per tal de vendre la trementina, herbes remeieres i altres productes de muntanya. Venien te de roca, corona de rei, escabioses, serpolet, orella d'os, milfulles, bolets secs, oli d'avet i de ginebre, etc., però la trementina era el seu producte principal i el que els va donar nom. Es feia servir per a desinfectar ferides de persones i animals. És una substància que s'extrau de la resina dels pins, i l'ungüent es fabrica afegint-hi pega grega i oli d'oliva. Malgrat el seu prestigi, envoltat de misteri, les trementinaires no sortien de casa amb el producte fet: compraven part dels ingredients als adroguers al llarg del seu viatge i preparaven la trementina "in situ", amb la qual cosa s'estalviaven haver de carregar la pomada durant tot el trajecte.[5]

La mercaderia la guardaven en bosses de roba fàcils de traginar durant el viatge. Les bosses que carregaven, grans com a farcells, van contribuir a crear la imatge de la trementinaire, que era reconeguda així per tot arreu on passava. Altres elements típics de la seva impedimenta eren una bossa petita per a dur-hi la roba i els diners, les llaunes on portaven els olis (d'avet i de ginebre, i la trementina), el podallet per a tallar herbes, i una petita romana de ferro per a pesar els productes.
Els viatges de les trementinaires tenien també com a objecte comprar o obtenir objectes i recursos que no eren accessibles a muntanya. Com diu l'antropòleg Joan Frigolé "anar pel món fou una de les estratègies adaptatives d'una pagesia de muntanya amb una economia d'autoconsum en el context d'una economia mercantilitzada”. Sortien de la vall generalment per parelles i viatjaven a peu, o en transport públic quan els era possible. Generalment anaven dues dones, una de jove i una de més gran i amb més experiència. En general eren de la mateixa família: germanes, mare i filla, o àvia i neta. La confiança entre elles era molt important, ja que la més gran i entesa transmetia a l'aprenenta els seus coneixements no només sobre plantes i trementina sinó també les arts medicinals, els circuits de venda i els clients potencials. Durant el trajecte s'hostatjaven a cases particulars on se les acollia a canvi d'herbes i remeis. Els seus circuits s'estenien per les comarques del Pallars, la Cerdanya, l'Urgell, l'Anoia, el Bages, Osona, el Vallès, el Barcelonès, la Selva, el Gironès, l'Empordà i la Garrotxa, però també van arribar fins a la Vall d'Aran i tot el vessant nord dels Pirineus, la Catalunya Nova i l'Aragó. Solien fer dos viatges cada any, un a la tardor del qual retornaven per Nadal, i un altre tan bon punt havien matat el porc i que durava fins per Pasqua. El primer viatge d'una trementinaire que tenim documentat fou el 1875. El darrer el va fer la Sofia Montaner el 1984.
El desembre de 1998 es va inaugurar a Tuixent, a l'Alt Urgell, el Museu de les Trementinaires, un homenatge a aquestes dones valentes i una nova contribució “post mortem” a les transformacions econòmiques, culturals i socials de la Vansa.